# Монтелепре
Монтелепре (итал. Montelepre) је насеље у Италији у округу Палермо, региону Сицилија.
Према процени из 2011. у насељу је живело 4811 становника. Насеље се налази на надморској висини од 360 м.

## Становништво
Према резултатима пописа становништва 2011. у општини је живело 6.421 становника.
| 1931. | 1936. | 1951. | 1961. | 1971. | 1981. | 1991. | 2001. | 2011. |
| ----- | ----- | ----- | ----- | ----- | ----- | ----- | ----- | ----- |
| 5.727 | 5.184 | 5.206 | 5.072 | 5.190 | 5.099 | 5.733 | 6.168 | 6.421 |